# Trinity Hall

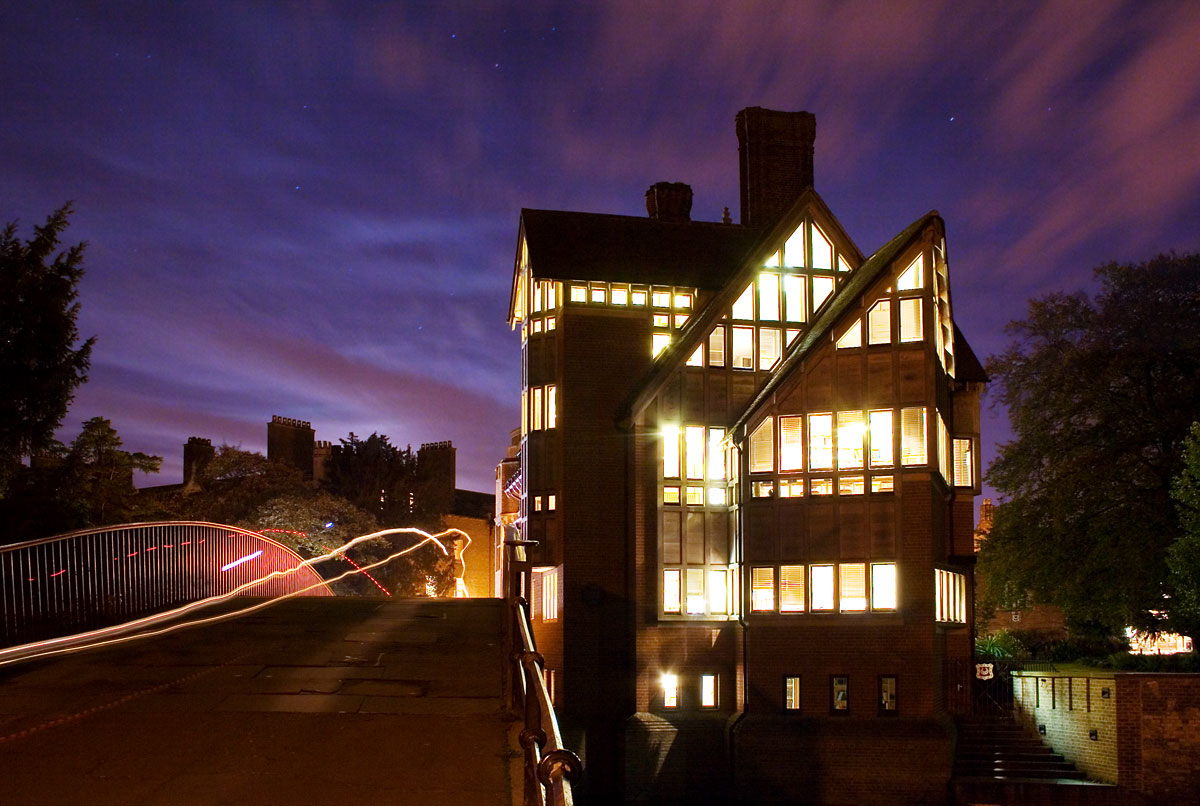
Vue nocturne de la bibliothèque Jerwood.

Trinity Hall est l'un des 31 collèges de l'université de Cambridge au Royaume-Uni. Il est fondé en 1350 par William Bateman, évêque de Norwich.

## Histoire
À la fin des années 1340, la peste noire cause la mort de près de la moitié de la population anglaise. L'évêque Bateman déplore lui-même la disparition de 700 curés dans son diocèse : aussi entreprend-il de fonder un collège afin de former de nouveaux prêtres. Lors de la fondation, en 1350, Bateman énonce que l'ambition du collège est « la promotion du culte divin, la connaissance du droit canon et du droit civil, et l'administration des domaines, tout particulièrement de notre cathédrale et de notre diocèse de Norwich. » Cette vocation initiale fait du collège une école d'élite dans les études juridiques, tradition qui se poursuivit à travers les siècles.
Autrefois, tous les collèges de Cambridge sont appelés Halls ou Houses. On appelle alors notamment Pembroke College « Pembroke Hall » ; ce n'est que graduellement que le qualificatif de Hall cède la place à College. Toutefois, lorsque Henri VIII fonde le Trinity College, l'établissement conserve le titre de Trinity Hall. Ainsi, il n'est pas correct d'employer l'expression Trinity Hall College, bien que l'on puisse dire « le collège de Trinity Hall. »

## Anciens élèves
| - Hans Blix - Henry Fawcett (1833-1884) - Ronald Firbank (1886-1926) - Frederick Furnivall - Selwyn Goldsmith - Stephen Hawking - Vyvyan Holland - Geoffrey Howe | - Nicholas Hytner - Jasper Kent - Donald Maclean - Alfred Maudslay (1850-1931) - Marshall McLuhan (1911-1980) - Donald Nicholls (1933-2019) - Samuel Pepys - J. B. Priestley | - Robert Runcie - David Sheppard (1929-2005) - Rachel Weisz - Chris Weitz - Sophie Winkleman - Vincent Martigny |